# Szczaw zwyczajny

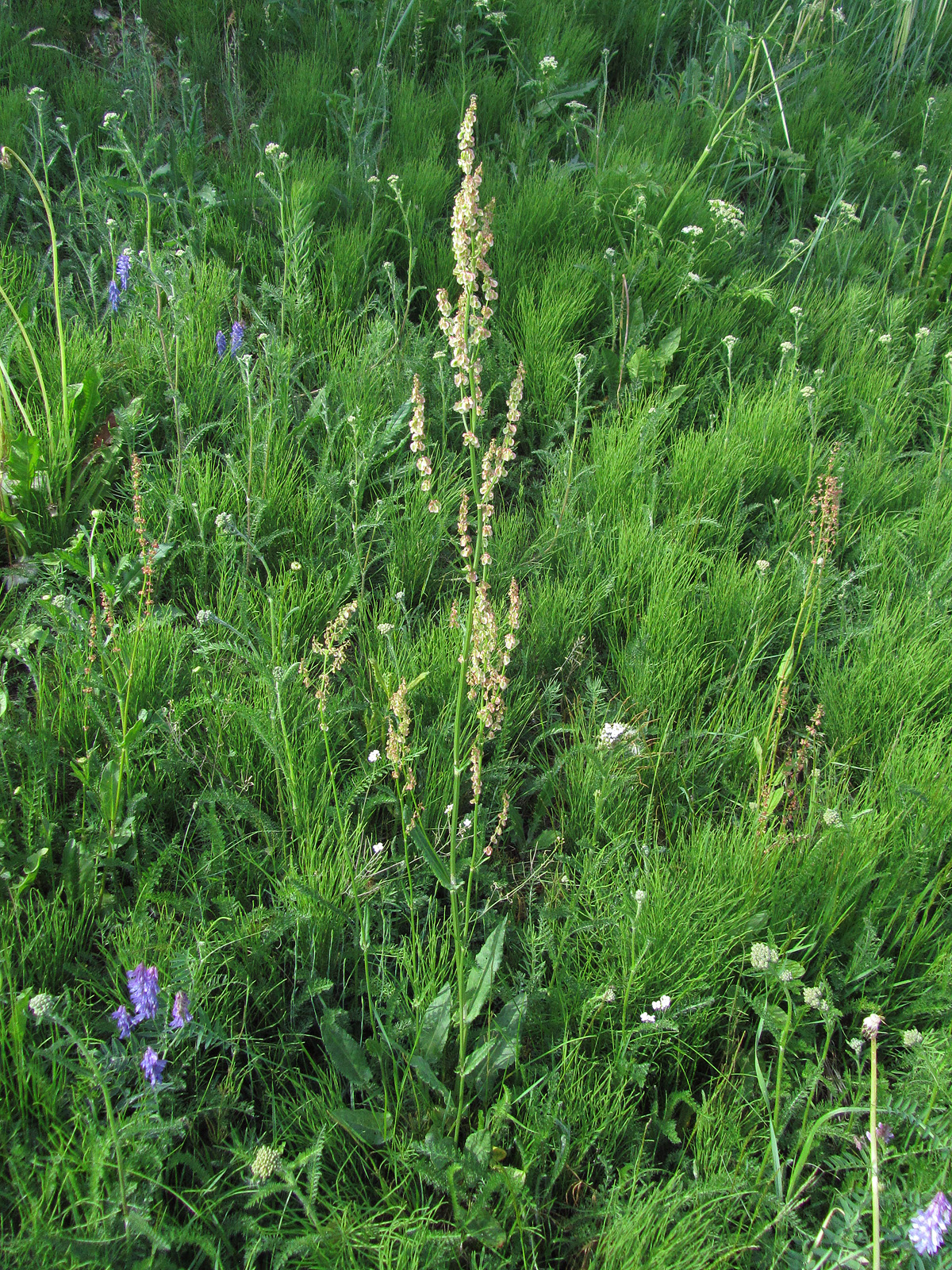
Pokrój

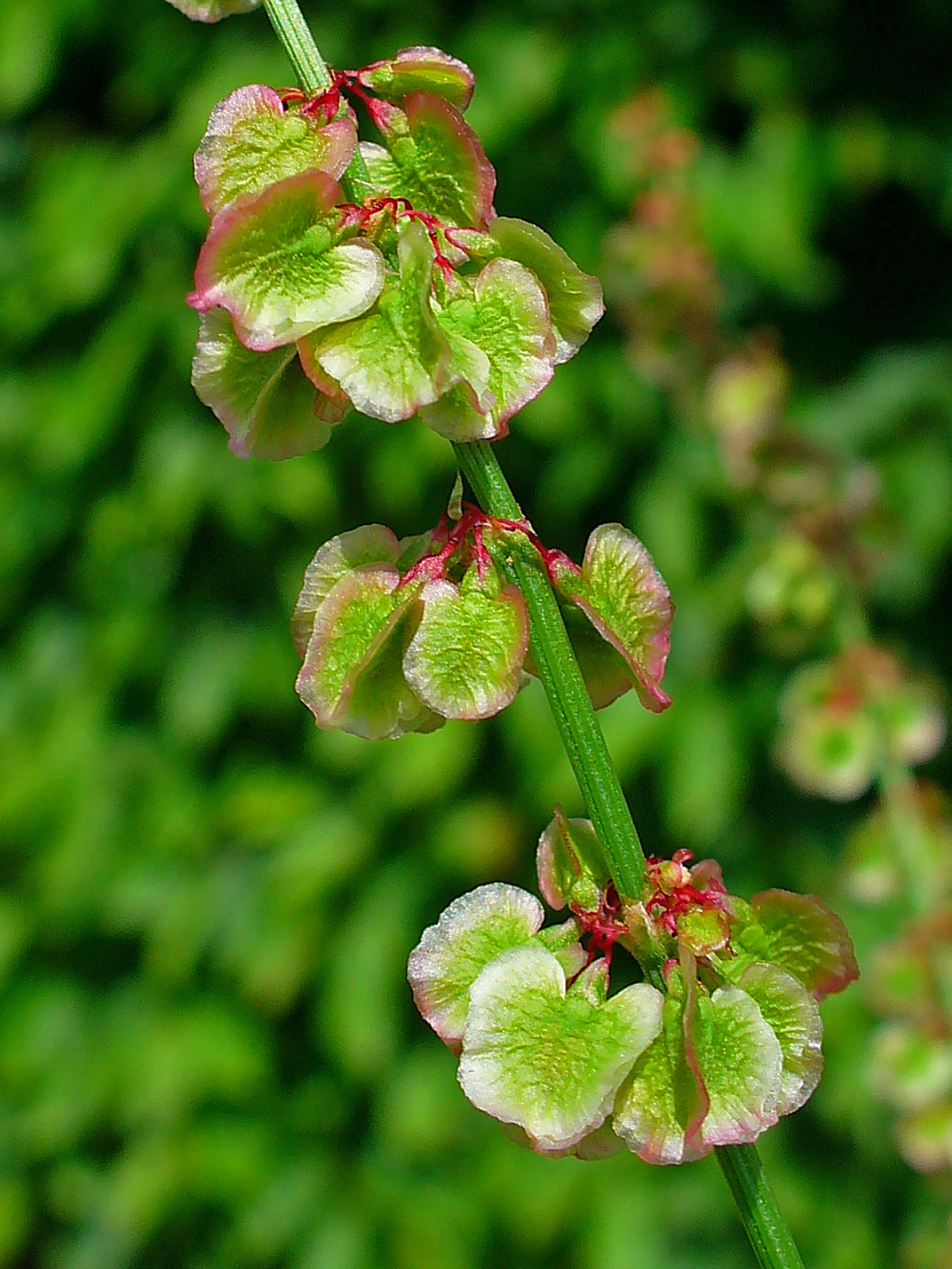
Owoce

Szczaw zwyczajny (Rumex acetosa L.) – gatunek rośliny z rodziny rdestowatych. Występuje w całej Europie i na większości obszaru Azji, w Afryce Północnej (Maroko) i w Australii. Rozprzestrzenił się wraz z europejskim osadnictwem w Ameryce Południowej i Afryce. W Polsce gatunek pospolity na całym obszarze (w górach po regiel dolny).

## Morfologia
PokrójRoślina wieloletnia, 30-100 cm wysokości.
LiścieOdziomkowe na długich ogonkach jajowato-podługowate, górne liście siedzące.
KwiatyRoślina dwupienna. Kwiaty małe, jednopłciowe w luźnych, wąskich wiechach, czerwonawe. Okwiat składa się z 6 działek w dwóch okółkach. Kwiaty męskie mają 6 pręcików, których długie nitki zwisają na zewnątrz okwiatu, kwiaty żeńskie pojedynczy słupek z trójgraniastą zalążnią i trójdzielnym, pędzelkowatym znamieniem.
OwocTrójgraniasty orzeszek z czarnym, błyszczącym nasieniem, otoczony trzema skrzydełkami, które pełnią funkcję aparatu lotnego.
Część podziemnaMa zimujące kłącze i mięsisty, głęboki korzeń palowy.

## Biologia i ekologia
Bylina, hemikryptofit. Kwitnie od maja do czerwca. Nasiona rozsiewane są przez wiatr. Rośnie na glebach żyznych, bogatych w azot (roślina azotolubna). W Polsce pospolity na polanach, łąkach i przydrożach, spotykany jako chwast ruderalny. W klasyfikacji zbiorowisk roślinnych gatunek charakterystyczny dla klasy (Cl.) Molinio-Arrhenatheretea i gatunek wyróżniający dla związku (All.) Aperion spicae-venti. Liczba chromosomów 2n = 14.

## Zmienność
Tworzy mieszańce ze szczawiem rozpierzchłym.

## Zastosowanie
- Sztuka kulinarna: liście zawierające kwas szczawiowy są jadalne i używane w kuchni do przyrządzania zup, sosów i sałatek.
- Roślina lecznicza. Surowcem zielarskim są liście. Herbatka ze szczawiu pomaga przy dolegliwościach wątroby i nerek. Naparem płucze się owrzodzoną jamę ustną, przemywa czyraki i trudno gojące zranienia[potrzebny przypis].